# Åstorps kommun
Åstorps kommun er en kommune i Skåne län (Skåne) i Sverige. Der var 16.308 indbyggere per 31.12.2021.

## Byer i kommunen
- Åstorp; i den centrale del af kommunen midt mellem øst og vest
- Hyllinge; i den vestligste del, som grænser op til Helsingborgs kommun
- Kvidinge; i den østligste del
- Bjørnås; i den centrale del midt mellem øst og vest